# THE DREAM (오디션)
THE DREAM은 2019년 9월부터 방송된 한국 & 베트남 합작 뷰티 오디션이다.